# تقويم العجيري

صفحة من صفحات تقويم العجيري السنة الثالثة. (عام 1949)

تقويم العجيري أو روزنامة العجيري هو تقويم من إعداد العالم الكويتي صالح العجيري والمسمى باسمه بدأ التقويم منذ عام 1952 وما زال ينتج كل عام، بدأت أول محاولة للعجيري لعمل الروزنامة - تقويم - منذ حوالي سنة 1934 إلا أنها لم تكن روزنامة بالمعنى المفهوم فلم تكن سوى جداول مخطوطة توضح أيام الأسبوع من الشهر العربي وكانت مبنية على أساس الحساب الاصطلاحي باعتبار الشهور القمرية تتوالى كل 29 – 30 يوم ثم أدخل عليها نظام الكبس ثم بعد ذلك نقل عن التقاويم القديمة بروج الشمس ومنازل القمر ثم المواقيت، وبطبيعة الحال فقد تطورت المعلومات التي ترد فيه خلال تلك المدة وصارت أكثر دقة كما أصبح يصدر على عدة أنواع: تقويم الحائط، مذكرة للطاولة، أجندة للمكتب، مفكرة للجيب، نتيجة للجيب، ومنذ عام 1951 قام العجيري بطباعة التقويم في عدد من الدول مثل الكويت وسوريا في حلب ودمشق ومصر في القاهرة واليابان ونابلس في فلسطين ولبنان في بيروت والعراق في بغداد وباكستان وسنغافورة. وقد اعتمدت الكويت تقويم العجيري في معاملاتها الرسمية، حيث أصبح تقويم العجيري - وفقاً لقرار مجلس الوزراء عام 2006 - التقويم الرسمي للدولة، وذلك على مستوى حساب المواقيت والأهلة والظواهر الفلكية، كما اعتبر المرجع العلمي الرئيسي للتقاويم الأخرى، بفضل ما تميز به من دقة وحرفية.

## نشأة التقويم
عندما كان العجيري صغيراً ويدرس في مدرسة والده لاحظ وجود لوحة على الحائط تنزع منها الأوراق يومياً فراح يقلدها في البيت وساعده والده على ذلك وأشار عليه أن يذهب إلى نصر الله النصر الله فأراه كتاب تعرف منه الأيام والشهور ومواقيت الصلاة اسمه تقويم العيوني لمؤلفه عبد العزيز العيوني من علماء الإحساء، يروي العجيري بداية قصته مع التقويم والروزنامات فيقول:

## محاولات للطبع

### أول محاولة طبع
أول محاولة للعجيري لطبع تقويم حقيقي كانت حوالي سنة 1936 حين قدم عبد الحميد الصانع مسودة التقويم إلى أمير الكويت حينها أحمد الجابر آل صباح الذي طلب من السيد عزت جعفر بأن يرسله إلى مصر للطبع إلا أن ظروف المواصلات الصعبة أخرته ففات الأوان لتنفيذ الطبع.

أحد تقاويم العجيري مع مقدمة تظهر صعوبات طبعه وطلب نشره وتوزيعه لتشجيع العلوم وعلم الفلك تحديداً في الكويت من قبله

### المحاولة الثانية
جرت المحاولة الثانية للعجيري لطبع تقويمه سنة 1938 قام عندما أخذه والده إلى مساعد الصالح ومعه التقويم فأبدى إعجابه به فقام بأخذه إلى عبد العزيز علي العبد الوهاب الذي كانت له علاقات تجارية في بغداد وطلب أن يطبع التقويم في بغداد لعدم وجود مطابع في الكويت فطلبت المطبعة في بغداد عشرين ديناراً عراقياً تبرع مساعد الصالح بخمسة دنانير وعبد العزيز علي العبد الوهّاب ب خمسة دنانير وتبرعت دائرة المعارف بخمسة دنانير ولم يستطيعوا أن يحصلوا على الخمسة دنانير الباقية فألغي المشروع، وبقي مجمداً طيلة سنين الحرب إلا أن العجيري استطاع في السنة الأخيرة - 1945 - من الحرب أن يكتب تقويماً كبيراً مختصراً مؤلف من 12 ورقة وأرسله إلى صديق له في بغداد ليطبع 500 نسخة منه في مطبعة السريان وهي متخصصة بطبع التقاويم في العراق. قال العجيري:

## طباعة التقويم

### الطبعة الأولى
في عام 1944 قام العجيري بطباعة أول تقويم له وقد كان تقويماً بدائياً حيث لكل شهر ورقة طبعه على نفقته الخاصة في مطابع بغداد بعدها بعام في 1945 عمل تقويم كبير وأرسله إلى صديق له في بغداد وطلب منه طباعة 500 نسخة ولكن دائرة التموين في العراق لا تسمح بتصدير الورق الأبيض ويمكن طبعة على ورق رخيص ملون فوافق على ذلك وطبع في مطبعة السريان المتخصصة في طباعة التقاويم وبعد انتهاء الطبع أصدرت دائرة التموين في العراق قراراً يقضي بعدم جواز تصدير أي نوع من الورق فطلب من صديقة إرسال التقاويم إلى البصرة لتكون قريبة من الكويت وقال لصاحبه بأن يسلم التقاويم إلى أحد المحلات حتى يقوم بجلبها إلى الكويت ولكنه لم يفعل وفي تلك الأثناء اشتكى محمد أحمد الرويح صاحب المكتبة الوطنية عليه عند والده لأنه كان قد وعده بتقاويم وإنه عدل عن استيراد تقاويم من مصر ولكنه لم يسلمها له مع اقتراب السنة الجديدة فذهب إليه والده يعاتبه في منزل ياسين الغربللي وساعدهم على جلب التقاويم من البصرة بعد أن أرسل ابنه عبد العزيز الغربللي إلى أحد السواق الذي يعرفهم فأعطاه 100 روبية لكي يجلبهم من البصرة وقام بجلبهم من البصرة بحجة أن هذه الأوراق هي أوراق البريد، روى العجيري هذه الأحداث بالتفصيل فقال: 

### الطبعة الثانية والثالثة
قام في عام 1946 كل من عبد الله زكريا الأنصاري وأحمد السقاف بطبع التقويم طبعته الثانية بإدارة يوسف مشاري الحسن فقدم لهم العجيري تقويمه وقاموا بطباعته في بغداد أيضاً وقاموا ببيعه في مكتبتها الخاصة إلا أنهم خرجا بخسائر من بيع التقاويم فامتنع العجيري عن إصدار التقويم لمدة سنتين.
أتاه بعدها أحمد الجار لله الحسن ليعاتبه على ذلك وقام بالطلب من عبد الرحمن عبد المغني أن يطبع له التقويم في الهند حيث كان يعمل في مكتب عائلة الشايع هناك ولكنه نصحه بطباعته في مصر فقام بإرسال تقويم عام 1951 إلى بيت الكويت في القاهرة والذي كان يعني بشؤون الطلبة الكويتيين هناك وقام بطبع التقويم عبد العزيز حسين و واصل عبد الله زكريا الأنصاري بالمساهمته في طبعه ودعمه لتقويم العجيري، وبعد تجهيز نسخ التقويم للشحن تبين أن وزارة التموين المصرية تمنع تصدير الورق خارج مصر وبعد جهد كبير استطاعوا الحصول على ترخيص من إحدى الشركات، وكانت اللوحة التي في التقويم تحمل صورة الشيخ عبد الله السالم الصباح.

يروي العجيري أحداث الطبع مما يذكر:

## المساهمون الأوائل في طبع الروزنامة

صفحة من صفحات تقويم العجيري لعام 1952 تظهر عليها غرة محرم

### علي قبازرد
في سنة 1946 ساهم الحاج علي قبازرد بطبع 1000 نسخة من التقويم الذي قام بحسابته العجيري، وكان الطبع في بغداد لأول تقويم كامل بمعنى التقويم إلا أنه طبع على ورق من النوع الذي لا ينطبق عليه نظام التموين.

### الأنصاري والسقاف
وفي سنة 1948 قام عبد الله زكريا الأنصاري وأحمد زين السقاف بطبع التقويم في بغداد وعلى ورق أبيض وعرضاه للمبيع في مكتبتهما بشارع الأمير خلف المباركية ولم تكن العملية مربحة بقدر ما كان القصد منها التشجيع ونشر المعرفة، ثم تعثر بعد ذلك إصدار التقويم وتوقف عن الصدور حتى أشار أحمد الجار الله الحسن على العجيري بوجوب المضي في نشر التقويم وإعادة إصداره.

### أحمد الجار الله
بعد دعم أحمد الجار الله الحسن وتحفيزه للعجيري صدرت الطبعة التالية بعدد 1000 نسخة لسنة 1952 تحمل صورة أمير الكويت حينها عبد الله السالم آل صباح والذي طبع في القاهرة لأول مرة بإشراف الأستاذين عبد العزيز حسين وعبد الله زكريا الأنصاري ثم بعد ذلك استمر إصدار التقويم دون انقطاع حتى يومنا هذا وبطبيعة الحال فقد تطورت المعلومات التي ترد فيه خلال تلك المدة وصارت أكثر دقة كما أصبح يصدر على عدة أنواع: تقويم الحائط، مذكرة للطاولة، أجندة للمكتب، مفكرة للجيب، نتيجة للجيب.